# Don Raye
Don Raye, né Donald MacRae Wilhoite, Jr. le 16 mars 1909 à Washington, DC et mort le 29 janvier 1985 à Woodland Hills (Californie), est un auteur-compositeur et acteur de vaudeville américain.

## Biographie
Don Raye est surtout connu pour ses chansons pour The Andrews Sisters telles que Beat Me Daddy, Eight to the Bar, The House of Blue Lights, Just for a Thrill et Boogie Woogie Bugle Boy (ce dernier co-écrit avec Hughie Prince).
Il écrit  également les paroles de You Don't Know What Love Is, une complainte poétique simple d'une puissance inhabituelle. Il compose aussi la chanson (That Place) Down the Road a Piece, une de ses chansons de boogie-woogie écrite pour le Will Bradley & Ray McKinley Orchestra, qui l'enregistre en 1940, mais la chanson est devenu un standard du rock 'n' roll, enregistrée par The Rolling Stones, Chuck Berry, Jerry Lee Lewis, Foghat, Amos Milburn, Harry Gibson et d'innombrables autres. En 1940, il écrit les paroles de la chanson patriotique This Is My Country.
En 1942, il obtient l'Oscar de la meilleure chanson originale pour Boogie Woogie Bugle Boy of Company B interprétée par les Andrews Sisters dans Deux Nigauds soldats
En 1971 paraît Raye's Like Haiku, un recueil de poèmes édité par la Charles E. Tuttle Company.
En 1985, Don Raye est intronisé au Songwriters Hall of Fame.

## Filmographie
Don Raye écrit également plusieurs chansons pour le cinéma, souvent avec Gene de Paul, pour les studios Universal et pour Walt Disney.
- 1941 : Deux Nigauds soldats
- 1941 : Hellzapoppin
- 1941 : Scrub Me Mama with a Boogie Beat
- 1948 : Ainsi sont les femmes
- 1948 : Danny, le petit mouton noir
- 1948 : Si bémol et Fa dièse
- 1949 : La Légende de la Vallée endormie
- 1949 : Le Crapaud et le Maître d'école
- 1951 : Alice au pays des merveilles